# Aeródromo Atacalco
El Aeródromo Atacalco (OACI: SCAK) es un terminal aéreo ubicado cerca de Recinto, en la Provincia de Diguillín, Región de Ñuble, Chile. Es de propiedad privada.